# Liste der chinesischen Botschafter in St. Lucia
Der taiwanesische Botschafter in Castries ist der offizielle Vertreter der Regierung in Taipei nächst der Regierung von St. Lucia.
- Die Botschaft der Republik China (Taiwan) befindet sich in der Reduit Beach Avenue, Rodney Bay, Gros Islet, Castries.

| Ernannt / Akkreditiert | Name               | Hochchinesisch | Bemerkung                                                                    | Liste der Regierungschefs der Republik China (Taiwan) | Liste der Premierminister von St. Lucia | Posten verlassen |
| ---------------------- | ------------------ | -------------- | ---------------------------------------------------------------------------- | ----------------------------------------------------- | --------------------------------------- | ---------------- |
| 8. Mai 1984            |                    |                | Die Regierungen in Taipei und Castries nahmen diplomatische Beziehungen auf. | Yu Kuo-hwa                                            | John Compton                            |                  |
| 2. Mai 1985            | Wang Meng-hsien    | 王孟顯         | Amtssitz in Kingstown                                                        | Yu Kuo-hwa                                            | John Compton                            |                  |
| 1989                   | Liu Po-lun         | 刘伯伦         | Amtssitz in Kingstown                                                        | Lee Huan                                              | John Compton                            | 1992             |
| 1992                   | Lin Tsung-hsien    | 林尊贤         | Amtssitz in Kingstown                                                        | Hau Pei-tsun                                          | John Compton                            | 1994             |
| 1994                   | Steve Chi-Ming Hsu | 徐启明         | Amtssitz in Kingstown                                                        | Lien Chan                                             | John Compton                            | Aug. 1997        |
| 1997                   |                    |                | Die Regierungen in Peking und Castries nahmen diplomatische Beziehungen auf. | Wen Jiabao                                            | Stephenson King                         |                  |
| Aug. 1997              | Gu Pine            | 顾品锷         |                                                                              | Li Peng                                               | Kenneth Anthony                         | Aug. 1999        |
| Sep. 1999              | Liang Jianming     | 梁健明         |                                                                              | Zhu Rongji                                            | Kenneth Anthony                         | Feb. 2002        |
| März 2002              | Gu Huaming         | 古华明         |                                                                              | Zhu Rongji                                            | Kenneth Anthony                         | Mai 2007         |
| 25. Apr. 2007          |                    |                | Die Regierungen in Taipei und Castries nahmen diplomatische Beziehungen auf. | Chang Chun-hsiung                                     | Stephenson King                         |                  |
| 1. Apr. 2007           | Tom Chou           | 周台竹         |                                                                              | Chang Chun-hsiung                                     | Stephenson King                         |                  |
| 2012                   | James Chang        | 章計平         | [ 1 ]                                                                        | Sean Chen                                             | Kenneth Anthony                         |                  |

Quelle: